# Smile 2
Smile 2 is een Amerikaanse bovennatuurlijke thriller-horrorfilm uit 2024, geregisseerd, geschreven en mede geproduceerd door Parker Finn. De film is een vervolg op de film Smile uit 2022.

## Verhaal
De film volgt popzangeres Skye Riley die, nadat iemand zelfmoord pleegt voor haar ogen, steeds meer verontrustende en afschrikwekkende dingen begint te ervaren. Dit alles gebeurt op een moment dat haar carrière op haar hoogtepunt zit en ze net van start gaat met haar nieuwe wereldtournee. Hierdoor wordt ze gedwongen haar duistere verleden onder ogen te komen om de controle over haar eigen leven terug te krijgen.

## Rolverdeling
- Naomi Scott als Skye Riley
- Rosemarie DeWitt als Elizabeth Riley
- Kyle Gallner als Joel
- Lukas Gage als Lewis
- Miles Gutierrez-Riley als Joshua
- Peter Jacobson als Morris
- Raúl Castillo als Darius
- Dylan Gelula als Gemma
- Ray Nicholson als Paul
- Delphi Harrington als Barbara Gallagher
- Drew Barrymore als zichzelf

## Achtergrond
Parker Finn, de schrijver en regisseur van Smile uit 2022, liet in deze eerste film met opzet sommige delen van de verhaallijn dubbelzinnig en onopgelost om in een eventueel vervolg verder te onderzoeken. In maart 2023, een vijf maanden na de première van Smile, tekende Finn een deal met Paramount Pictures om andere horrorprojecten te maken. Een maand later, tijdens CinemaCon, maakte Paramount bekend te werken aan Smile 2 met Finn die terugkeert om de film te schrijven en regisseren.
In december 2023 werd Naomi Scott onthuld als de nieuwe hoofdrolspeelster. In het voorjaar van 2024 werden overige castleden bekend gemaakt, waaronder Lukas Gage, Rosemarie DeWitt, Dylan Gelula en Raúl Castillo. Op datzelfde moment werd bekend dat Kyle Gallner als enige acteur uit de voorgaande film zal terugkeren om zijn rol te hernemen. De opnames van de film vonden hoofdzakelijk plaats in New York van januari tot en met maart 2024.
Op 18 juni 2024 werd de eerste trailer uitgebracht.

## Release en ontvangst
Smile 2 werd door Paramount Pictures wereldwijd in de bioscopen gebracht. In België ging de film op 16 oktober 2024 in première en in Nederland op 17 oktober, een dag later volgde de première voor de Verenigde Staten. De film kreeg overwegend positieve kritieken van de filmcritici.  Op Rotten Tomatoes heeft de film een score van 86% op basis van 198 beoordelingen. Metacritic komt op een score van 66/100, gebaseerd op 36 beoordelingen.

### Kassaopbrengsten
Smile 2 ging op 18 oktober 2024 in de Amerikaanse bioscopen in première met de verwachting van een bruto opbrengst in het openingsweekend van 20 à 25 miljoen Amerikaanse dollars in 3500 bioscopen. De film bracht uiteindelijk 23 miljoen dollar op in zijn openingsweekend en eindigde daarmee op de eerste plaats aan de kassa. Op 20 oktober 2024 had de film, samen met de opbrengst van 23 miljoen dollar in de andere gebieden, een totale opbrengst van 46 miljoen dollar.